# Under kupolen
För amerikanska TV-serien Under the Dome, se Under the Dome (TV-serie).
Under kupolen (engelska Under the Dome) är en science fiction-roman från 2009 av Stephen King. Boken handlar om en stad som plötsligt omsluts av en mystisk, oförstörbar kupol.
När boken släpptes noterade många likheterna mellan den och The Simpsons: Filmen från 2007. King svarade med att påpeka att Under kupolen är fullbordandet av ett projekt han jobbat med sedan 1980-talet.